# Тихий Став (Широковский район)
Тихий Став (укр. Тихий Став) — село,
Николаевский поселковый совет,
Широковский район,
Днепропетровская область,
Украина.
Код КОАТУУ — 1225855309. Население по переписи 2001 года составляло 607 человек .

## Географическое положение
Село Тихий Став находится на расстоянии в 1,5 км от села Новоблакитное (Казанковский район) и в 3,5 км от села Александрия.
По селу протекает пересыхающий ручей с запрудой.

## Экономика
- ЧП «Сибарит».
- ПО «Диброва».

## Объекты социальной сферы
- Школа I-II ст.
- Детский сад.
- Фельдшерский пункт.
- Дом культуры.

## Национальный состав
По переписи 2001 года, 94,56 % населения в качестве родного языка указали украинский; 4,94 % — русский; 0,33 % — белорусский.

## Достопримечательности
- Братская могила советских воинов.